# 니시오역
니시오역(일본어: 西尾駅)은 일본 아이치현 니시오시에 위치한 나고야 철도 니시오선의 철도역이다. 역 번호는 GN 10이며, 섬식 승강장 1면 2선의 구조를 갖춘 고가역이다.

## 타는 곳
| 1 | ■ 니시오 선 | 신안조 · 나고야 · 쓰시마 방면, 기라요시다 · (가마고리 : 기라요시다 환승) 방면 | 하루는 급행이 발차 |
| 2 | ■ 니시오 선 | 신안조 · 나고야 · 쓰시마 방면, 기라요시다 · (가마고리 : 기라요시다 환승) 방면 | 하루는 보통이 발차 |

## 이용 현황
| 연도 | 1일 평균 승차 인원 |
| ---- | ------------------ |
| 2006 | 4,762              |
| 2007 | 4,894              |
| 2008 | 4,830              |
| 2009 | 4,552              |
| 2010 | 4,627              |

## 역 주변
- 니시오 시청
- 니시오 역 앞 버스 터미널

## 인접 역
| 나고야 철도 니시오선             | 나고야 철도 니시오선 | 나고야 철도 니시오선         |
| -------------------------------- | -------------------- | ---------------------------- |
| GN 05 사쿠라이 신안조 방면       | ■ 특급               | 시·종착역                    |
| GN 06 미나미사쿠라이 신안조 방면 | ■ 급행 · ■ 준특급    | 후쿠치 GN 11 기라요시다 방면 |
| GN 09 니시오구치 신안조 방면     | ■ 보통               | 후쿠치 GN 11 기라요시다 방면 |